# Abdullah Al-Hamdan
Abdullah Al-Hamdan (in arabo عبدالله الحمدان‎?; Riad, 12 settembre 1999) è un calciatore saudita, attaccante dell'Al-Hilal e della Nazionale saudita.

## Caratteristiche tecniche
È un centravanti.

## Carriera

### Club
Cresciuto nel settore giovanile dell'Al-Shabab, nel 2018 ha trascorso sei mesi in prestito al club spagnolo dello Sporting Gijón. Ha debuttato in prima squadra con il club saudita il 15 marzo 2019 disputando l'incontro di Saudi Professional League pareggiato 1-1 contro l'Al-Ettifaq.

### Nazionale
Il 5 settembre 2019 ha esordito con la nazionale saudita disputando l'amichevole pareggiata 1-1 contro il Mali.
Nel 2021 ha partecipato ai Giochi Olimpici di Tokyo.

## Statistiche

### Cronologia presenze e reti in nazionale
| Cronologia completa delle presenze e delle reti in nazionale ― Arabia Saudita | Cronologia completa delle presenze e delle reti in nazionale ― Arabia Saudita | Cronologia completa delle presenze e delle reti in nazionale ― Arabia Saudita | Cronologia completa delle presenze e delle reti in nazionale ― Arabia Saudita | Cronologia completa delle presenze e delle reti in nazionale ― Arabia Saudita | Cronologia completa delle presenze e delle reti in nazionale ― Arabia Saudita | Cronologia completa delle presenze e delle reti in nazionale ― Arabia Saudita | Cronologia completa delle presenze e delle reti in nazionale ― Arabia Saudita |
| Data                                                                          | Città                                                                         | In casa                                                                       | Risultato                                                                     | Ospiti                                                                        | Competizione                                                                  | Reti                                                                          | Note                                                                          |
| ----------------------------------------------------------------------------- | ----------------------------------------------------------------------------- | ----------------------------------------------------------------------------- | ----------------------------------------------------------------------------- | ----------------------------------------------------------------------------- | ----------------------------------------------------------------------------- | ----------------------------------------------------------------------------- | ----------------------------------------------------------------------------- |
| 5-9-2019                                                                      | Dammam                                                                        | Arabia Saudita                                                                | 1 – 1                                                                         | Mali                                                                          | Amichevole                                                                    | -                                                                             | 89’                                                                           |
| 10-9-2019                                                                     | Riffa                                                                         | Yemen                                                                         | 2 – 2                                                                         | Arabia Saudita                                                                | Qual. Mondiali 2022                                                           | -                                                                             | 70’                                                                           |
| 10-10-2019                                                                    | Gedda                                                                         | Arabia Saudita                                                                | 3 – 0                                                                         | Singapore                                                                     | Qual. Mondiali 2022                                                           | 1                                                                             |                                                                               |
| 15-10-2019                                                                    | Al-Ram                                                                        | Palestina                                                                     | 0 – 0                                                                         | Arabia Saudita                                                                | Qual. Mondiali 2022                                                           | -                                                                             | 76’                                                                           |
| 14-11-2019                                                                    | Tashkent                                                                      | Uzbekistan                                                                    | 2 – 3                                                                         | Arabia Saudita                                                                | Qual. Mondiali 2022                                                           | -                                                                             | 85’                                                                           |
| 19-11-2019                                                                    | Riad                                                                          | Arabia Saudita                                                                | 0 – 0                                                                         | Paraguay                                                                      | Amichevole                                                                    | -                                                                             | 46’                                                                           |
| 30-11-2019                                                                    | Doha                                                                          | Bahrein                                                                       | 0 – 2                                                                         | Arabia Saudita                                                                | Gulf Cup 2019 - 1º turno                                                      | 1                                                                             |                                                                               |
| 5-12-2019                                                                     | Al Wakrah                                                                     | Qatar                                                                         | 0 – 1                                                                         | Arabia Saudita                                                                | Gulf Cup 2019 - Semifinale                                                    | 1                                                                             | 76’                                                                           |
| 8-12-2019                                                                     | Doha                                                                          | Bahrein                                                                       | 1 – 0                                                                         | Arabia Saudita                                                                | Gulf Cup 2019 - Finale                                                        | -                                                                             |                                                                               |
| 14-11-2020                                                                    | Riyad                                                                         | Arabia Saudita                                                                | 3 – 0                                                                         | Giamaica                                                                      | Amichevole                                                                    | -                                                                             | 90+3’                                                                         |
| 17-11-2020                                                                    | Riyad                                                                         | Arabia Saudita                                                                | 1 – 2                                                                         | Giamaica                                                                      | Amichevole                                                                    | 1                                                                             | 33’                                                                           |
| 5-6-2021                                                                      | Riad                                                                          | Arabia Saudita                                                                | 3 – 0                                                                         | Yemen                                                                         | Qual. Mondiali 2022                                                           | -                                                                             | 72’                                                                           |
| 11-6-2021                                                                     | Riad                                                                          | Arabia Saudita                                                                | 3 – 0                                                                         | Singapore                                                                     | Qual. Mondiali 2022                                                           | -                                                                             | 46’                                                                           |
| 2-9-2021                                                                      | Riad                                                                          | Arabia Saudita                                                                | 3 – 1                                                                         | Vietnam                                                                       | Qual. Mondiali 2022                                                           | -                                                                             | 90’                                                                           |
| 1-12-2021                                                                     | Ar Rayyan                                                                     | Arabia Saudita                                                                | 0 – 1                                                                         | Giordania                                                                     | Coppa araba FIFA 2021 - 1º turno                                              | -                                                                             |                                                                               |
| 4-12-2021                                                                     | Ar Rayyan                                                                     | Palestina                                                                     | 1 – 1                                                                         | Arabia Saudita                                                                | Coppa araba FIFA 2021 - 1º turno                                              | 1                                                                             | 60’                                                                           |
| 7-12-2021                                                                     | Doha                                                                          | Marocco                                                                       | 1 – 0                                                                         | Arabia Saudita                                                                | Coppa araba FIFA 2021 - 1º turno                                              | -                                                                             | 90’                                                                           |
| 1-2-2022                                                                      | Saitama                                                                       | Giappone                                                                      | 2 – 0                                                                         | Arabia Saudita                                                                | Qual. Mondiali 2022                                                           | -                                                                             | 75’                                                                           |
| 5-6-2022                                                                      | Murcia                                                                        | Arabia Saudita                                                                | 0 – 1                                                                         | Colombia                                                                      | Amichevole                                                                    | -                                                                             | 36’ 89’                                                                       |
| 9-6-2022                                                                      | Murcia                                                                        | Arabia Saudita                                                                | 0 – 1                                                                         | Venezuela                                                                     | Amichevole                                                                    | -                                                                             | 72’                                                                           |
| 22-10-2022                                                                    | Abu Dhabi                                                                     | Arabia Saudita                                                                | 1 – 0                                                                         | Macedonia del Nord                                                            | Amichevole                                                                    | -                                                                             | 60’                                                                           |
| 30-10-2022                                                                    | Abu Dhabi                                                                     | Arabia Saudita                                                                | 0 – 0                                                                         | Honduras                                                                      | Amichevole                                                                    | -                                                                             | 71’                                                                           |
| 24-3-2023                                                                     | Gedda                                                                         | Arabia Saudita                                                                | 1 – 2                                                                         | Venezuela                                                                     | Amichevole                                                                    | -                                                                             | 74’                                                                           |
| 28-3-2023                                                                     | Gedda                                                                         | Arabia Saudita                                                                | 1 – 2                                                                         | Bolivia                                                                       | Amichevole                                                                    | -                                                                             |                                                                               |
| 8-9-2023                                                                      | Newcastle upon Tyne                                                           | Arabia Saudita                                                                | 1 – 3                                                                         | Costa Rica                                                                    | Amichevole                                                                    | -                                                                             | 60’                                                                           |
| 12-9-2023                                                                     | Newcastle upon Tyne                                                           | Arabia Saudita                                                                | 0 – 1                                                                         | Corea del Sud                                                                 | Amichevole                                                                    | -                                                                             | 78’ 90’                                                                       |
| 13-10-2023                                                                    | Portimão                                                                      | Arabia Saudita                                                                | 2 – 2                                                                         | Nigeria                                                                       | Amichevole                                                                    | -                                                                             | 86’                                                                           |
| 17-10-2023                                                                    | Portimão                                                                      | Arabia Saudita                                                                | 1 – 3                                                                         | Mali                                                                          | Amichevole                                                                    | -                                                                             | 64’                                                                           |
| 6-6-2024                                                                      | Amman                                                                         | Pakistan                                                                      | 0 – 3                                                                         | Arabia Saudita                                                                | Qual. Mondiali 2026                                                           | -                                                                             | 66’                                                                           |
| 10-9-2024                                                                     | Dalian                                                                        | Cina                                                                          | 1 – 2                                                                         | Arabia Saudita                                                                | Qual. Mondiali 2026                                                           | -                                                                             | 72’                                                                           |
| 14-11-2024                                                                    | Melbourne                                                                     | Australia                                                                     | 0 – 0                                                                         | Arabia Saudita                                                                | Qual. Mondiali 2026                                                           | -                                                                             | 57’                                                                           |
| 19-11-2024                                                                    | Giacarta                                                                      | Indonesia                                                                     | 2 – 0                                                                         | Arabia Saudita                                                                | Qual. Mondiali 2026                                                           | -                                                                             | 46’                                                                           |
| 17-12-2024                                                                    | Riad                                                                          | Arabia Saudita                                                                | 3 – 1                                                                         | Trinidad e Tobago                                                             | Amichevole                                                                    | 1                                                                             | 46’                                                                           |
| 22-12-2024                                                                    | Al Kuwait                                                                     | Arabia Saudita                                                                | 2 – 3                                                                         | Bahrein                                                                       | Coppa delle nazioni del Golfo 2024 - 1º turno                                 | -                                                                             | 46’                                                                           |
| 25-12-2024                                                                    | Al Kuwait                                                                     | Yemen                                                                         | 2 – 3                                                                         | Arabia Saudita                                                                | Coppa delle nazioni del Golfo 2024 - 1º turno                                 | 1                                                                             | 76’ 84’                                                                       |
| 28-12-2024                                                                    | Al Kuwait                                                                     | Iraq                                                                          | 1 – 3                                                                         | Arabia Saudita                                                                | Coppa delle nazioni del Golfo 2024 - 1º turno                                 | 2                                                                             | 70’                                                                           |
| 31-12-2024                                                                    | Al Kuwait                                                                     | Oman                                                                          | 2 – 1                                                                         | Arabia Saudita                                                                | Coppa delle nazioni del Golfo 2024 - Semifinale                               | -                                                                             | 86’                                                                           |
| 20-3-2025                                                                     | Riad                                                                          | Arabia Saudita                                                                | 1 – 0                                                                         | Cina                                                                          | Qual. Mondiali 2026                                                           | -                                                                             | 72’                                                                           |
| 25-3-2025                                                                     | Saitama                                                                       | Giappone                                                                      | 0 – 0                                                                         | Arabia Saudita                                                                | Qual. Mondiali 2026                                                           | -                                                                             | 90+2’                                                                         |
| Totale                                                                        |                                                                               | Presenze                                                                      | 39                                                                            |                                                                               | Reti                                                                          | 9                                                                             |                                                                               |

## Palmarès

### Club

#### Competizioni nazionali
- Coppa del Re dei Campioni: 2

Al-Hilal: 2022-2023, 2023-2024
- Supercoppa saudita: 1

Al-Hilal: 2023
- Campionato saudita: 1

Al-Hilal: 2023-2024

#### Competizioni internazionali
- AFC Champions League: 1

Al-Hilal: 2021